# Omid Djalili
Omid Djalili (en persa: امید جلیلی‎, Londres, 30 de septiembre de 1965) es un cómico, actor y productor británico de origen iraní.

## Vida personal
Omid Djalili, nació en Chelsea, Londres, el 30 de septiembre de 1965. Sus padres eran inmigrantes iraníes bahaístas que llegaron al país en 1957. Él también se crio como bahaísta.
Era el menor de sus hermanos. Su madre era cocinera y su padre traductor.
A los seis años, visitó Irán, país de origen de sus padres, por primera y, hasta el momento, única vez.
En 1979, se cambió el nombre temporalmente, por temor a la discriminación, a Chico Andolini.
Estudió en el Holland Park School y luego estudió en la Ulster University de Coleraine, donde estudió Inglés y Teatro. En la universidad, viviendo solo fuera de casa por primera vez, se fue a vivir 9 meses a un lugar apartado, deseando poder disfrutar de la soledad. Allí asegura que sufrió discriminación por parte de otros compatriotas iraníes debido a su origen bahaísta, siendo expulsado del equipo de fútbol 5 que tenían solo por este hecho. Se graduó en 1988.
En 1989, conoció a Annbel Knight, que también es actriz,  en la boda de un amigo común. Empezaron a salir y se casaron en 1992, siendo padres de tres hijos, Isabella, Louis y Daniel.
Vivió en la República Checa en los años 90, antes de volver al Reino Unido según Omid iba adquiriendo más popularidad.
Annabel también es actriz, pero ha deajdo de lado su carrera y dedica más tiempo al cuidado de sus hijos, si bien sigue escribiendo buena parte del material de Omid.

## Carrera
Iraj, un tío por parte de madre, fue su mayor influencia. También era actor, y tuvo un pequeño papel en Starsky y Hutch.
Tras graduarse en la universidad, intentó estudiar teatro, pero lo rechazaban por ser demasiado individualista. Pero empezó a conseguir trabajos en teatros de Londres gracias a su versatilidad, e incluso empezó a obtener papeles en películas.

### Cómico

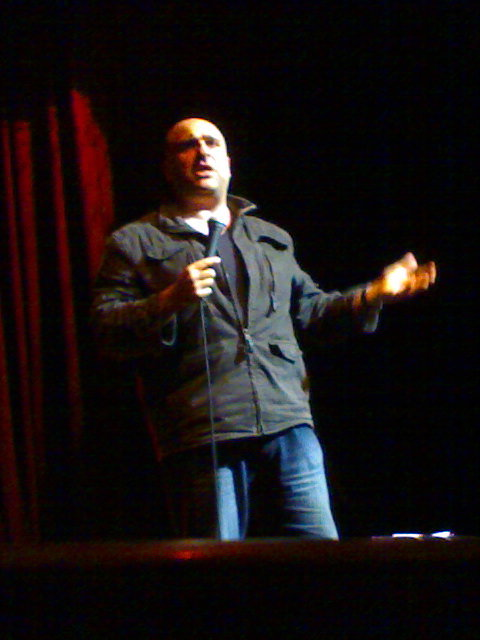
Djalili performing at the Arts Depot in 2007

A principios de los años 90, en la República Checa, junto a su mujer, participó en el Brno-based Center for Experimental Theater y adquirió popularidad por todo el país.
A finales de 1993, les invitaron a acudir al Edinburgh Fringe. Como su mujer no iba a poder participar por el embarazo, le compuso una obra para un solo actor. Dicha obra resultó ganadora de un premio.
En 2001, tras el 11S y la tensión entre Occidentey los países de Oriente Medio, no se amilanó y fue atrevido, usando material relativo, por ejemplo a terroristas suicidas.
En 2005, ya estaba cansado del tema del terrorismo, e iba a cambiar el tema, pero los atentados del 7J obligaron a un cambio de rumbo e intentar acercar a la gente a las otras culturas. En su gira No Agenda, que empezaba poco después, empezó sus números con un acento cerrado de Oriente Medio, antes de pasar a su natural acento inglés.
Ha participado en diversos programas como humorista, tales como The Friday Night Armistice o Live at the Apollo (programa de televisión), llegando a tener su propio programa en 2007, The Omid Djalili Show, que duró dos temporadas.

### Cine y televisión
Aparte de sus apariciones como cómico, también ha tenido múltiples apariciones como actor, no solo en papeles cómicos, aprovechando su versatilidad y aspecto que le facilitan interpretar papeles de Oriente Medio, llegando casi a ejercer de embajador de las personas de esta región.

### Otras actividades
- En 2008, ejerció de juez en el Festival de Cine Iraní Noor.[7]
- En 2010, apareció en un concierto que dio la Orquesta Philharmonia en el Queen Elizabeth Hall en el marco del festival Meltdown como narrador de Rubaiyat al tiempo que la orquesta convertía l poema en música.[8]

## Controversia
En 2009, fue criticado después de un tuit en el que mostraba un cartel de carretera escrito en galés y diciendo, en tono humorístico, que debía haber pocas cosas peores que ser galés, disléxico y tartamudo. Hubo diversas réplicas señalando que era un insulto a los galeses, a los disléxicos y a los tartamudos. Sugirió incluso sugerirle un programa a la encargada de las comedias de BBC radio un programa basado en la controversia generada por su tuit. No emitió ninguna disculpa pública por el tuit.

## Filmografía

### Actor

#### Películas
| Año  | Título                                          | Papel                    | Notas                      |
| ---- | ----------------------------------------------- | ------------------------ | -------------------------- |
| 1999 | La momia                                        | Gad Hassan               |                            |
| 1999 | Notting Hill                                    | Cajero de la cafetería   | No aparece en los créditos |
| 1999 | Mad cows                                        | Amir Hassan              |                            |
| 1999 | The World Is Not Enough                         | Capataz                  |                            |
| 2000 | Gladiator                                       | Mercader de esclavos     |                            |
| 2001 | Spy Game                                        | Doumet                   |                            |
| 2001 | Mean Machine (jugando duro)                     | Raj                      |                            |
| 2002 | Promise Land                                    | Voz                      | Corto                      |
| 2002 | Anita and Me                                    | Tío Amman                |                            |
| 2003 | Cross My Heart                                  | Riz                      |                            |
| 2004 | Deadlines                                       | Abdul Sayyaf             |                            |
| 2004 | The Calcium Kid                                 | Herbie Bush              |                            |
| 2004 | Sky Captain and the World of Tomorrow           | Kaji                     |                            |
| 2004 | Modigliani                                      | Pablo Picasso            |                            |
| 2005 | Casanova                                        | Lupo                     |                            |
| 2006 | Alien Autopsy                                   | Melik                    |                            |
| 2006 | Vecinos invasores                               | Tiger (voz)              |                            |
| 2007 | Piratas del Caribe: en el fin del mundo         | Askay / Pusasn           |                            |
| 2007 | Grow Your Own                                   | Ali                      |                            |
| 2008 | The Love Guru                                   | Guru Satchabigknoba      |                            |
| 2010 | Mr. Nice                                        | Saleem Malik             |                            |
| 2010 | The Infidel                                     | Mahmud Nasir             |                            |
| 2010 | Sex and the City 2                              | Sr. Safir                |                            |
| 2010 | Animals United                                  | Bongo (voz)              | Versión inglesa            |
| 2011 | Big Fat Gypsy Gangster                          | Jik Jickkles             |                            |
| 2011 | Pay First                                       | Cliente                  | Corto                      |
| 2013 | Mr Invisible                                    | Pescadero                | Corto                      |
| 2014 | Retrospective                                   | Nabil senior             | Corto                      |
| 2015 | Shaun the Sheep Movie                           | Trumper (voz)            |                            |
| 2015 | Molly Moon and the Incredible Book of Hypnotism | Barry Rix                |                            |
| 2016 | The Complete Walk: The Comedy of Errors         | Dromio                   | Corto                      |
| 2018 | Mamma Mia! Here We Go Again                     | Agente de aduanas griego |                            |
| 2018 | El cascanueces y los cuatro reinos              | Caballero                |                            |
| 2023 | Camino a Belén                                  | Rey Melchor              |                            |
| 2025 | Deep Cover                                      | Sagar                    |                            |

* Fuente: Imdb

#### Series
| Año       | Título                          | Papel                            | Notas                                                                            |
| --------- | ------------------------------- | -------------------------------- | -------------------------------------------------------------------------------- |
| 1995      | Dressing for Breakfast          | Turco                            | Episodio "Steve"                                                                 |
| 1998      | Alexei Sayle's Merry-Go-Round   | Varios                           | Episodio "1.1"                                                                   |
| 1998      | Barking                         | Varios                           | 2 episodios                                                                      |
| 1999      | The Bill                        | Yilmaz Demirtas                  | Episodio "Chasing Shadows"                                                       |
| 1999      | The Ruth Rendell Mysteries      | Sr. Kaiafas                      | Episodio "The Lake of Darkness"                                                  |
| 1999      | Coming Soon                     | Amir Hassan                      | Película para televisión                                                         |
| 1999      | Cleopatra                       | Encargado del almacén            | Miniserie. También considerada película para televisión                          |
| 1999-2001 | Small Potatoes                  | Hoss                             | 13 episodios                                                                     |
| 2000      | Jasón y los argonautas          | Castor                           | Miniserie 2 episodios                                                            |
| 2000      | Lock, Stock...                  | Ali Gadaffi                      | Episodio "...And a Fistful of Jack & Jills"                                      |
| 2000      | Black Books                     | Trebor                           | Episodio "He's Leaving Home"                                                     |
| 2001      | Baddiel's Syndrome              | Chef                             | Episodio "Huffa"                                                                 |
| 2001      | Lee Evans: So What Now?         | Ken                              | Episode "Act of God"                                                             |
| 2002      | Relic Hunter                    | Ahmed                            | Episodio "Pandora's Box"                                                         |
| 2002-2003 | Lenny Henry in Pieces           |                                  | 2 episodios                                                                      |
|           | Dinotopia                       | Zipeau (voz)                     | 10 episodios                                                                     |
| 2003      | Between Iraq and a Hard Place   | Presentador de televisión iraquí | Película para televisión                                                         |
| 2003-2004 | Whoopi                          | Nasim Khatenjami                 | 22 episodios                                                                     |
| 2005      | Chopratown                      | Ali Ergun                        | Película para televisión                                                         |
| 2005      | Mi familia y otros animales     | Spiro                            | Película para televisión                                                         |
| 2006      | Annually Retentive              | Él mismo                         | Episodio "Sharon"                                                                |
| 2006      | Harvey Birdman, Attorney at Law | Perfeccionista (voz)             | Episodio "Grodin"                                                                |
| 2006      | Lead Balloon                    | Sr. Tilak                        | Episodio "Pistachio"                                                             |
| 2007      | The Abbey                       | Tony                             | Película para televisión                                                         |
| 2007-2009 | The Omid Djalili Show           | Diversos papeles                 |                                                                                  |
| 2008      | Headcases                       | Mohamed Al Fayed                 |                                                                                  |
| 2009      | New Town                        | Walter Bannerman                 | Película para televisión                                                         |
| 2009      | Dead Man Running                | Cabrón gordo que corre           |                                                                                  |
| 2010      | Bookaboo                        |                                  | Episodio "Kisses Are Yuk"                                                        |
| 2011      | The Paul Reiser Show            | Habib                            | 7 episodios                                                                      |
| 2012      | Billy's Olympic Nightmare       | Hercules                         | Corto para televisión                                                            |
| 2012      | Little Crackers                 | Tabaquero                        | Episodio "Omid Djalili's Little Cracker: The Ten Year Plan: Fringe to Hollywood" |
| 2013      | Moonfleet                       | Aldobrand                        | Miniserie                                                                        |
| 2015-2016 | Dickensian                      | Sr. Venus                        | 11 episodios                                                                     |
| 2016      | Going Forward                   | Dave Wilde                       | 3 episodios                                                                      |
| 2016-2018 | Stan Lee's Lucky Man            | Kamil                            | 9 episodios                                                                      |
| 2017      | Thunderbirds Are Go             | Caballo Williams (voz)           | Episodio "Escape Proof"                                                          |
| 2018      | Snatch                          | Lenny Clarke                     | Episodio "Ole"                                                                   |
| 2019      | Queens of Mystery               | Ashton                           | Episodio "Murder in the Dark: First Chapter"                                     |
| 2019      | La materia oscura               | Dr. Lanselius                    | Episodio "Armour"                                                                |
| 2020      | The Letter for the King         | Sir Fantumar                     | 4 episodios                                                                      |

* Fuente: Imdb

### Programas de comedia
| Año       | Programa                           | Notas                             |
| --------- | ---------------------------------- | --------------------------------- |
| 2004-2012 | Live at the Apollo                 | 2 episodios                       |
| 2007-2009 | The Omid Djalili Show              | 8 episodios                       |
| 2010      | 4thought.tv                        | Episodio "Omid Djalili"           |
| 2011      | Imagine                            | Documental 2 episodios            |
| 2011      | The Royal Variety Performance 2011 | Especial                          |
| 2012      | Comedy World Cup                   | 2 episodios                       |
| 2012      | Just for Laughs: All-Access        | Episodio "4.11"                   |
| 2016      | Dying Laughing                     | Documental                        |
| 2016      | Alan Davies: As Yet Untitled       | Episodio "Cream Cakes and Pernod" |
| 2016      | The Comedian's Guide to Survival   |                                   |
| 2018      | We Are Most Amused and Amazed      | Especial                          |
| 2019      | Comic Relief: The Apprentice       | Especial                          |
| 2019      | The Comedy Years                   | 3 episodios                       |

* Fuente: Imdb

### Videojuegos
| Año  | Videojuego                               | Papel            |
| ---- | ---------------------------------------- | ---------------- |
| 2009 | 50 Cent: Blood on the Sand               | Eddie (voz)      |
| 2009 | Grand Theft Auto: The Ballad of Gay Tony | Yusuf Amir (voz) |

* Fuente: Imdb

### Guionista
| Año       | Título                | Notas                                                                            |
| --------- | --------------------- | -------------------------------------------------------------------------------- |
| 2007-2009 | The Omid Djalili Show | 12 episodios                                                                     |
| 2012      | Little Crackers       | Episodio "Omid Djalili's Little Cracker: The Ten Year Plan: Fringe to Hollywood" |

* Fuente: Imdb

### Productor ejecutivo
| Año  | Título                | Notas                          |
| ---- | --------------------- | ------------------------------ |
| 2009 | The Omid Djalili Show | Productor asociado 5 episodios |
| 2010 | The Infidel           | Productor ejecutivo            |
| 2014 | We Are Many           | Documental Productor ejecutivo |

* Fuente: Imdb

### Bandas sonoras interpretadas
| Año  | Título                      | Canción                  | Notas                      |
| ---- | --------------------------- | ------------------------ | -------------------------- |
| 2002 | Anita and me                | Hi Ho Silver Lining      |                            |
| 2009 | Angela and Friends          | I Sing the Body Electric | Episodio "1.25"            |
| 2014 | Mamma Mia! Here We Go Again | Take a Chance on Me      | No aparece en los créditos |

* Fuente: Imdb

### Captura de movimiento
| Año  | Videojuego                                  |
| ---- | ------------------------------------------- |
| 2009 | Grand Theft Auto IV                         |
| 2009 | Grand Theft Auto IV: The Ballad of Gay Tony |

* Fuente: Imdb

## Premios

### Actuación
| Año  | Organización                         | Premio                               | Trabajo                  | Resultado |
| ---- | ------------------------------------ | ------------------------------------ | ------------------------ | --------- |
| 2002 | Royal Television Society, UK         | Mejor presentador de recién llegados | Bloody Foreigners (1998) | Nominado  |
| 2010 | Torino Film Festival                 | Mejor actor                          | The Infidel              | Ganador   |
| 2011 | Evening Standard British Film Awards | Premio Peter Sellers de Comedia      | The Infidel              | Nominado  |

* Fuente: Imdb

### Comedia
Premios obtenidos:
- Premio Time Out al mejor monólogo.[12] Lo ha ganado dos veces.[13]
- Premio EMMA al mejor monologuista.[12]
- Edinburgh Spirit of the Fringe. Lo ha ganado dos veces.[13]
- Premio LWT Comedy al mejor monólogo.[14]
- Premio One World Media por el documental Bloody Foreigners.[14]
- Elegido mejor cómico de 1996 en The Big, Big Talent Show.[1]
- Premio Persian Golden Lioness en 2006[1]

Nominaciones:
- Premio South Bank a la mejor comedia.[12]
- Premio Perrier.[12]
- Premio de la Televisión Europea por el documental Bloody Foreigners.[14]
- Premio de la Royal Television Society.[14]